# Edith Yde Thomassen
Edith Yde Thomassen, født Rasmussen (15. april 1909 i Aarhus – 16. maj 2003 i Holstebro) var en dansk digter og sangskriver. Hun var datter af malermester Ejnar Christian Rasmussen og hustru Henriette Yde Lehmann og blev i 1930 gift med Alfred Henning Thomassen.
Edith Yde Thomassen udgav aldrig sin poesi i samlet form, men udelukkende gennem aviser og tidsskrifter. Hun var mest produktiv i perioden frem til 1960.